# Reinhard Barby
Reinhard Barby (* 8. Oktober 1887 in Berlin; † 27. September 1974 in Feldberg) war ein deutscher Natur- und Heimatforscher.
Der Sohn eines Eisenbahners arbeitete in der Verwaltung einer Versicherungsgesellschaft. Lebens- und Arbeitsstationen waren 1911 Potsdam-Rehbrücke, 1924 Köln und 1929 Magdeburg. 1934 kaufte er ein Grundstück in Feldberg und widmete sich der Feldberger Seenlandschaft.
In seiner Freizeit interessierte er sich für die Tier- und Pflanzenwelt und wandte sich auch der Astronomie zu. 1947 baute er eine Wetterstation auf. Später wurde er Naturschutzbeauftragter des Kreises Neustrelitz. 1969 wurde er Ehrenbürger von Feldberg.
Reinhard Barby legte zahlreiche Publikationen zu den Feldberger Seen vor. Eine Feldberg-Monografie blieb unvollendet. Sein wissenschaftlicher Nachlass wird im Karbe-Wagner-Archiv in Neustrelitz verwahrt.

## Werke (Auswahl)
- Feldberger Seen, 7. Aufl. 1985 (Tourist-Wanderheft, 15)